# Appartamenti Cove
Gli Appartamenti Cove (in inglese: Cove Apartments) sono un grattacielo di Sydney in Australia.

## Storia
I lavori di costruzione della torre, progettata dallo studio di architettura Harry Seidler & Associates, iniziarono nel 2001 e vennero completati nel 2003.

## Descrizione
L'edificio sorge nel quartiere di The Rocks nel centro di Sydney e presenta un'altezza di 158 metri per 45 piani. La torre è a destinazione residenziale, e presenta la particolarità di avere un'impronta più larga del proprio podio, estendendosi anche al di sopra di un vicino e più basso edificio storico vincolato dalle autorità.